# 科学的コンセンサス
科学的コンセンサス（かがくてきコンセンサス、または科学的合意）とは、ある特定の研究分野において、ある特定の時期に科学者の多数派または大多数が一般的に抱く判断、立場、見解のことである。これはその時期に受け入れられた共通認識を意味するが、必ずしも全会一致を要件としない。
科学における合意形成は、学会での学術的コミュニケーション、論文の出版プロセス、他の研究者による再現可能な研究、学術的議論、査読を通じて形成される。コンセンサスを得るための会議はコンセンサス会議と呼ばれる。
このような手段により、学問分野内の人はコンセンサスが存在すれば、それを認識することができる状況になっている。しかし、科学が進歩する過程で行われる「通常の」議論は、部外者には論争のように見えることがあるため、コンセンサスに達したことを部外者に伝えることは難しい場合がある。場合によっては、研究機関が科学界の「内部」から「外部」に向けて科学の要約を伝えることを目的とした公式見解を発表したり、コンセンサスをまとめた査読論文や 調査を発表することがある。
科学界では議論を呼んでいないにもかかわらず、一般社会では論争になっていることがある。例えば、MMRワクチンと自閉症の関連性の無さ、進化論、気候変動、遺伝子組み換え作物の安全性などの議題では、科学者と一般市民の間に大きな見解の相違が見られることがある。

## 経時的なコンセンサスの変化
科学的コンセンサスが時間とともにどのように変化するかについては、哲学的・歴史的に多くの説がある。科学の変化の歴史は非常に複雑であり、現在の科学的コンセンサスから見て過去の「勝者」と「敗者」を表現する傾向があるため、科学の変化の正確で厳密なモデルを考えることは非常に困難である。これは、科学の様々な分野が、それぞれ異なる証拠と実験的アプローチを用いて、多少異なる方法で機能していることが要因である。
科学的変化のモデルのほとんどは、科学実験によって生み出される新しいデータに依存している。カール・ポパーは、何回実験をしても科学理論を証明することはできないが、たった1回の実験で反証できるため、科学は反証に基づくべきであると提唱した。これは科学に対する論理的な理論ではあるが、ある意味で「時間を超越した」ものであり、科学が時間とともにどのように進歩すべきかという見解を必ずしも反映していない。
このアプローチに最も大きな影響を与えたのはトーマス・クーンである。彼は実験データは常に理論に完全に適合しないデータを提供し、反証だけでは科学の変化や科学的コンセンサスの崩壊には至らないと主張した。彼は、科学的コンセンサスは「パラダイム」という形で機能すると提唱した。パラダイムとは、ある分野の様々な研究者を結びつける理論や、その理論自体の本質に関する基礎的な仮定である。クーンは、多くの「重要な」異常が蓄積された後にのみ、科学的コンセンサスは「危機」の時期を迎えると主張した。このとき、新しい理論が模索され、やがて1つのパラダイムが古い理論に勝利することになる。真理に向かう直線的な歩みではなく、一連のパラダイムシフトである。また、クーンのモデルは、理論の変化の社会的・個人的側面をより明確に強調し、科学的コンセンサスが決して純粋な論理や事実の問題ではないことを歴史的事例を通じて示した。

## 認識と世論

一般の人々は、人が気候変動を引き起こしているという科学的コンセンサスの程度（98.7から100％）をかなり過小評価している

ある問題について科学的コンセンサスが存在するかどうか、そしてそのコンセンサスがどの程度強いかという認識は、他の信念やその後の行動の基礎となる「ゲートウェイの信念」と表現されてきた。ゲートウェイ信念モデル（GBM）は、コンセンサスに対する（誤った）認識が、ある問題について人々が抱く「鍵となる」個人的信念に影響を与え、それが人々の態度や支持を形成するという、2段階の意見変容プロセスを想定している。世論調査の結果では、多くの重要な社会問題について、一般市民の見解が専門家と大きく乖離している場合が多いことが分かり、これは「コンセンサス・ギャップ」として知られる。ゲートウェイ信念モデルは、ある問題についての社会的あるいは科学的コンセンサスの実際の程度を強調したり、伝えたりすることによって、このギャップを縮小し、コンセンサスの程度に対する人々の（誤った）認識を、実際のコンセンサスの程度と一致させることができることを前提としている。ゲートウェイ信念モデルの実証結果は、科学的コンセンサスを伝えることが、（政治的）グループ間の信念の二極化を減少させたり中和したりすることを示している。
誤解を招くような神話の "粘着性 "は、科学的コンセンサスに対する社会の混乱の主な原因としてしばしば指摘される。代表的な例としては、自閉症とワクチンの論争、喫煙と肺がんの因果関係、地球温暖化における二酸化炭素の排出の役割などがある。これらの科学的知見に反対する人々は、あらゆる事実に関する通常の科学的不確実性の範囲を増幅し、科学的に大きな不一致がある、あるいは科学的合意が欠如しているかのように見せている。一般に、専門家のコンセンサスに対する人々の認識は、逸話的な証拠や誤った情報に対して敏感であることが示されている。

## 科学の政治化
科学に内在する不確実性は、理論が証明されることはなく、反証されることしかできない（反証可能性）ため、政治家、政策立案者、弁護士、ビジネス専門家に問題を提起している。科学的、哲学的な疑問が、その分野の設定において何十年も不確かなままであることが多いのに対し、政策立案者は、たとえそれが「真実」の最終形でない可能性が高いとしても、現在利用可能なデータに基づいて健全な判断を行うという問題に直面する。難しいのは、何が「最終的な真実」に近いのかを見極めることである。
ある種の領域、例えば一般消費者向けのある技術の承認などは、科学者の予測に狂いが生じた場合、政治、経済、人体に大きな影響を与える可能性がある。しかし、ある分野の政策が、知りうる適切なデータや観察可能な現象間の関係性について十分に受け入れられたモデルを反映しているという期待がある限り、政策立案者にとって、少なくとも政策介入の必要性が切実である状況においては、政策の設計と実施を導く上で「科学的コンセンサス」と呼ばれるものの多くを信用する以外に良い選択肢はない。科学は「絶対的な真実」や「絶対的な誤り」を提供することはできないが、その有用性は、公共の利益を高め、公共の害を遠ざける方向に政策を導く能力に結びついている。このように考えると、「科学的真実」であると証明されたものだけに依存する政策を求めることは、政策の機能不全への処方箋であり、実際には、政策の不作為に伴う定量的・非定量的コストとリスクをすべて受け入れることを擁護することに等しいと言える。